# Lengyel István (színművész)
Lengyel István (Püspöklele, 1941. január 16. – Szeged, 1992. október 21.) magyar színész.

## Életpályája
Püspöklelén született, 1941. január 16-án. Gyerekként, üzemi színjátszokkal lépett színpadra először. Vasesztergályosnak tanult. Színészi pályája a Szegedi Nemzeti Színházban indult 1962-től. 1965-től ösztöndíjasként a Veszprémi Petőfi Színház szerződtette. 1966-tól egy évadot a kecskeméti Katona József Színházban töltött. 1967-től az Állami Déryné Színház színművésze volt. 1972-től a szolnoki Szigligeti Színházban, 1979-től a Békés Megyei Jókai Színházban szerepelt. 1980-tól egy évig ismét Szolnokon játszott. 1981-től alapító tagja volt a nyíregyházi Móricz Zsigmond Színház állandó társulatának. 1985-től a debreceni Csokonai Színház művésze volt. 1987-től ismét Békéscsabán, 1992-től haláláig ismét Szegeden játszott.
Felesége Szeli Ildikó színésznő volt, akivel önálló esteket is készítettek.

## Fontosabb színházi szerepei
- William Shakespeare: Sok hűhó semmiért... Don Juan, a herceg fattyú bátyja
- William Shakespeare: Hamlet... Színészkirály; Francisco
- William Shakespeare: A makrancos hölgy... Curtis, Petruchio szolgája
- Niccolò Machiavelli: Mandragóra... Ligurio
- Benjamin Jonson: Volpone... Bíró
- Molière: Amphitryon... Merkur
- Molière: Tudós nők... Ariste, Chrysale öccse
- Carlo Goldoni: Két úr szolgája... Pincér
- Geoffrey Chaucer: Canterbury mesék... Fogadós
- Arisztophanész: Lüszisztraté... Sztrümodorosz
- Alexandre Dumas: A három testőr... Bonacieux, gyáva rőfös
- Victorien Sardou – Émile de Najac: Váljunk el!... Bafourdin
- Nyikolaj Vasziljevics Gogol: A revizor... Járásbíró; Pincér
- Fjodor Mihajlovics Dosztojevszkij: A Karamazov testvérek... Sznyegirjov
- Lev Nyikolajevics Tolsztoj: Anna Karenina... Mesélő; Követ; Konduktor; Szerpuhovszkij; Vaszilij Lukics
- Lev Nyikolajevics Tolsztoj: Feltámadás... Gondnok
- Makszim Gorkij: Éjjeli menedékhely... Bubnov, sapkakészítő
- Mihail Afanaszjevics Bulgakov: Álszentek összeesküvése... Frater Fidelitas
- Valentyin Petrovics Katajev: Bolond vasárnap... Tódor Tudorkin
- Valentyin Petrovics Katajev: A kör négyszögesítése... Jemeljan
- Viktor Szergejevics Rozov: Felnőnek a gyerekek.... Misa
- Emil Braginszkij – Eldar Rjazanov: Ma éjjel megnősülök... Félix
- George Bernard Shaw: Szent Johanna... Poulengey
- Bertolt Brecht: Állítsátok meg Arturo Uit... szereplő
- Bertolt Brecht: Koldusopera... Brown
- Bertolt Brecht: Puntila úr és szolgája, Matti... Egy munkás
- Bertolt Brecht: Happy end... Első úr
- Eugene O’Neill: Amerikai Elektra... Seth Beckwith
- Tennessee Williams: Orfeusz alászáll... Első férfi
- Friedrich Dürrenmatt: Az öreg hölgy látogatása... Harmadik polgár
- Arthur Miller: Pillantás a hídról... A Bevándorlási Hivatal tisztje
- Leon Kruczkowski: A szabadság első napja... Michal
- Osvaldo Dragún: Argentin szimfónia... Negro
- Dalmiro Sáenz: Ez aztán szerelem... Wilensky
- Jacques Deval: A potyautas... Ivan
- Vernon Sylvaine: Madame Louise szalonja... Bunkó
- Robert Thomas: A hölgy fecseg és nyomoz... Rocher
- Ariano Suassuna: A kutya testamentuma... A hadnagy
- Lionel Bart: Oliver... Mr. Grimwig
- Mark Twain: Tom Sawyer mint detektív... Stewe Murder
- Arnold Wesker: Konyha... Csavargó
- Fazekas Mihály – Schwajda György: Lúdas Matyi... Döbrögi
- Madách Imre: Az ember tragédiája... 2. Polgár; Robespierre; 1. Koldus; Ékszerárus
- Madách Imre: Mózes... Rendőrfőnök
- Vörösmarty Mihály: Csongor és Tünde... Kalmár
- Jókai Mór: Az arany ember... Fabula János, hajókormányos
- Jókai Mór: Szegény gazdagok (Fatia Negra története)... Második pandúr
- Móricz Zsigmond: Úri muri... Kondás; Lefkovits, ügyvéd
- Gábor Andor: Dollárpapa... Kercseligethy, főispán
- Gádor Béla: Lyuk az életrajzon... Sümeghy; Miniszterhelyettes; Szónok
- Gáspár Margit: Az állam én vagyok... Von Waldow, miniszter
- Örkény István: Kulcskeresők... Szerelő
- Tamási Áron: Búbos vitéz... Öreg Búbos, cseléd
- Hegedüs Géza: Fehérlófia... Tórem isten, Táltos, Világtalan
- Kocsis István: Bolyai János estéje... Bolyai János
- Szentmihályi Szabó Péter – Mikszáth Kálmán: Új Zrínyiász... Falk Miska; Rendőrkapitány
- Békés Pál : Pincejáték... Szilágyi
- Spiró György: Csirkefej... Tanár
- Görgey Gábor – Lengyel Menyhért: Sancho Pansa királysága... Szabó
- Kertész Ákos: Makra... Safrankó
- Gyárfás Miklós: A hosszú élet titka... Írnok
- Gyárfás Miklós: Dinasztia... Kalász Márton
- Tabi László: Enyhítő körülmény... Dr. Kormos
- Kaló Flórián: Négyen éjfélkor... Lajos
- Méhes György: Mi férfiak... Jámbor
- Thurzó Gábor: Hátsó ajtó... Karcsi
- Bedő Iván: Hotel Szerelem... Tóni, a hotel mindenese
- Kopányi György: Késői békülés... Sörös
- Tóth-Máthé Miklós: A fekete ember... Ibrahim aga
- Páskándi Géza: Vendégség vagy Egy az Isten?... Blandrata György, a fejedelem udvari orvosa
- Pancso Pancsev: A medveölő... Lesipuskás, vadász
- Carlo Collodi: Pinokkió... Meggyesorrú, Bagoly
- L. Frank Baum – Schwajda György: Óz, a nagy varázsló... Freddy, Madárijesztő
- Oscar Straus: Varázskeringő... Wendolin, miniszter
- Hervé: Nebáncsvirág... Rendező
- Ábrahám Pál: Viktória... Miki gróf
- Lehár Ferenc: A víg özvegy... Kromov, tanácsos
- Lehár Ferenc: Luxemburg grófja... Lord Worchester
- Szirmai Albert: A Glória kapitánya... Molto, udvarmester
- Déry Tibor – Pós Sándor – Presser Gábor – Adamis Anna: Képzelt riport egy amerikai popfesztiválról... Marianne férje

## Önálló est
- Szerelem?! (szórakoztató est Závory Andreával és Szeli Ildikóval közösen)[2]
- Fizetek főúr! (zenés est, Szeli Ildikóval és Rudas Istvánnal közösen, közreműködik Tomasovszki Pál zongorán)[3]

## Filmes és televíziós szerepei

### Színészként
- Othello Gyulaházán (1967) – Ügyelő
- Shakespeare: Athéni Timon (színházi előadás tv-felvétele, 1978)
- Búbos vitéz (színházi előadás tv-felvétele, 1983)
- Mátyás, az igazságos (rajzfilm, 1985) – További szereplők (hang)

### Szinkronszínészként
| Év   | Cím             | Szereplő | Színész           | Szinkron év |
| ---- | --------------- | -------- | ----------------- | ----------- |
| 1983 | Férfias nevelés | Szejli   | Durdimamet Orajev | 1985        |